# 白板：科学常识所揭示的人性奥秘
《白板：科学常识所揭示的人性奥秘》是斯蒂芬·平克创作的一本书，2002年出版，主题为演化心理學，获2003年英国皇家学会科学图书奖和普立茲非小說獎的提名。